# Ajuga leucantha
Ajuga leucantha là một loài thực vật có hoa trong họ Hoa môi. Loài này được Lukhoba mô tả khoa học đầu tiên năm 2009.